# Rafat (Jérusalem)
Rafat, en arabe : رافات, est un village du gouvernorat de Jérusalem en Palestine. Il est situé à environ quatre kilomètres au sud-ouest de Ramallah en Cisjordanie.
Selon le recensement du bureau central palestinien des statistiques, la localité compte une population de 2 941 habitants en 2017.